# Німан (місто)
Німан (рос. Неман, нім. Neman, лит. Nemanas, пол. Nieman; до 1946 року — Рагніт, нім. Ragnit, лит. Ragainė, пол. Ragneta) — місто обласного значення в Росії, центр Німанського району Калінінградської області. Розташоване в північно-східній частині області, на лівому березі річки Німан (рос. Неман, нім. Memel, лит. Nemunas, пол. Niemen, рос. дореф. Нѣман).
Місто розташоване на місці давньої прусської фортеці Раганіта, захопленої Тевтонським орденом у 1277 році. На місці фортеці було засновано замок і утворилось поселення «Ландесхут», яке пізніше набуло важливого значення, отримало назву Рагніт, і в 1722 році отримало статус міста. До 1945 року місто знаходилося в складі Німеччини (Східна Пруссія), після Другої світової війни відійшло до СРСР і в 1946 році було перейменоване на Німан (рос. Неман).
До складу Німанського району входить 9 сільських округів, на його території розташовані 49 сільських населених пунктів.
Промисловість: целюлозно-паперова, легка і харчова.

## Визначні місця
- Фортеця «Рагніт», XIII століття
- Орденський замок 1289 р.
- Башта «Сігнальберг»
- Церква новомучеників російських (1994)

## Відомі люди
- Ервін Бодкі — відомий клавесиніст і музикознавець